# Kharagpur Railway Settlement
Kharagpur Railway Settlement è una suddivisione dell'India, classificata come census town, di 88.339 abitanti, situata nel distretto di Midnapore Ovest, nello stato federato del Bengala Occidentale. In base al numero di abitanti la città rientra nella classe II (da 50.000 a 99.999 persone).

## Geografia fisica
La città è situata a 22° 20' 47 N e 87° 17' 13 E.

## Società

### Evoluzione demografica
Al censimento del 2001 la popolazione di Kharagpur Railway Settlement assommava a 88.339 persone, delle quali 45.194 maschi e 43.145 femmine. I bambini di età inferiore o uguale ai sei anni assommavano a 7.761, dei quali 3.978 maschi e 3.783 femmine. Infine, coloro che erano in grado di saper almeno leggere e scrivere erano 68.875, dei quali 38.415 maschi e 30.460 femmine.